# Domenico Balduino
Domenico Balduino (Gibilterra, 15 marzo 1824 – Roncegno, 22 luglio 1885) è stato un banchiere italiano.

## Biografia
Era figlio del banchiere, armatore e senatore del Regno di Sardegna Sebastiano. Alla morte improvvisa del padre, avvenuta nel 1853, Domenico iniziò la sua attività nell'impresa paterna, a Genova, insieme al fratello Giuseppe. Dal 1860 iniziò la sua attività come capo della "Cassa generale della Banca Nazionale", scelto da Cavour: in seguito, dopo avere profondamente ristrutturato l'istituto con il nuovo nome di Credito Mobiliare Italiano (con un profilo simile al Crédit mobilier) nel 1863, ne divenne l'indiscusso direttore fino alla sua morte, avvenuta nel 1885.
Ebbe un ruolo di primo piano nel panorama finanziario della sua epoca. Infatti, fu coinvolto in pressoché tutte le maggiori iniziative finanziarie italiane del suo tempo fatte per conto dello stato italiano.
Balduino fondò la Società Anonima per la vendita di beni demaniali. Nel 1872 divenne direttore della Società Generale Immobiliare. Nel 1879 fu tra i fondatori de La Fondiaria Assicurazioni. Fu cofondatore e vicepresidente della Società delle Ferrovie Meridionali. Fu presidente dalla Regìa dei Tabacchi. La gestione della Regìa dei Tabacchi fu oggetto dello scandalo del Monopolio dei Tabacchi, il primo grande scandalo di corruzione statale dell'Italia unita.
Alla sua morte venne sepolto a Genova al Cimitero munumentale di Staglieno.